# Dagbladet Nya Samhället
Dagbladet Nya Samhället, i dagligt tal Dagbladet, var en socialdemokratisk morgontidning, som gavs ut i Sundsvall. Tidningen grundades 1900 som Nya Samhället och hade bland annat sitt ursprung i föreningsrättsstriden 1899. 1908 blev den dagstidning. Samma år flyttade redaktionen till korsningen Nybrogatan/Köpmangatan i Sundsvall. 2015 lades tidningen ned, efter att i fem år varit helägd av den liberala tidningen Sundsvalls Tidning.

## Historia

### 2000-talet
Konkurrenten Sundsvalls Tidning i Mittmedia-koncernen blev år 2000 huvudägare och tog 2010 över samtliga aktier i tidningen.
Sista numret av tidningen publicerades den 28 februari 2015. Vid nedläggningen hade tidningen 6 400 prenumeranter och 17 anställda. De anställda och prenumeranterna fördes över till Sundsvalls Tidning, som därefter inkluderade en del socialdemokratiska opinionsmaterial. Dagbladet var vid nedläggningen Sveriges äldsta socialdemokratiska dagstidning.

## Chefredaktörer
- J. A. Henriksson (1900–1906)
- Carl Albert Tärnlund (1906-1910)
- Ture Nerman (1910–1913)
- Mauritz Västberg (1919–1933)
- Gideon Gustafsson (1933–)[3]
- Anselm Gillström (1946–1960)[4][5]
- Ewert Söderberg (1960–1972)[6]
- Peter Swedenmark (1973–1985)[7]
- Per Åhlström (1985–1999, sammanslagen med Nya Norrland)
- Åke Härdfeldt (1999–2012)
- Anders Ingvarsson (2012–2013)[8]
- Patricia Svensson (2013–2015)[9]